# Křivoláčský potok
Křivoláčský potok je levostranný přítok Sázavy, do které se vlévá v Babicích. Protéká okresy Pelhřimov a Havlíčkův Brod. Sám má pouze bezejmenné přítoky. Délka jeho toku činí 9,6 km. Plocha povodí měří 12,8 km². Část potoka, v délce 4,7 km, je na "seznamu stanovených povrchových vod vhodných pro život a reprodukci původních druhů ryb a dalších vodních živočichů." Tento seznam je přílohou nařízení vlády č. 71/2003 Sb.

Křivoláčský potok napájí rybníky Pelhřimov (Pelhřimák) s rozlohou 6,5 ha a Smetanovec 0,72 ha.

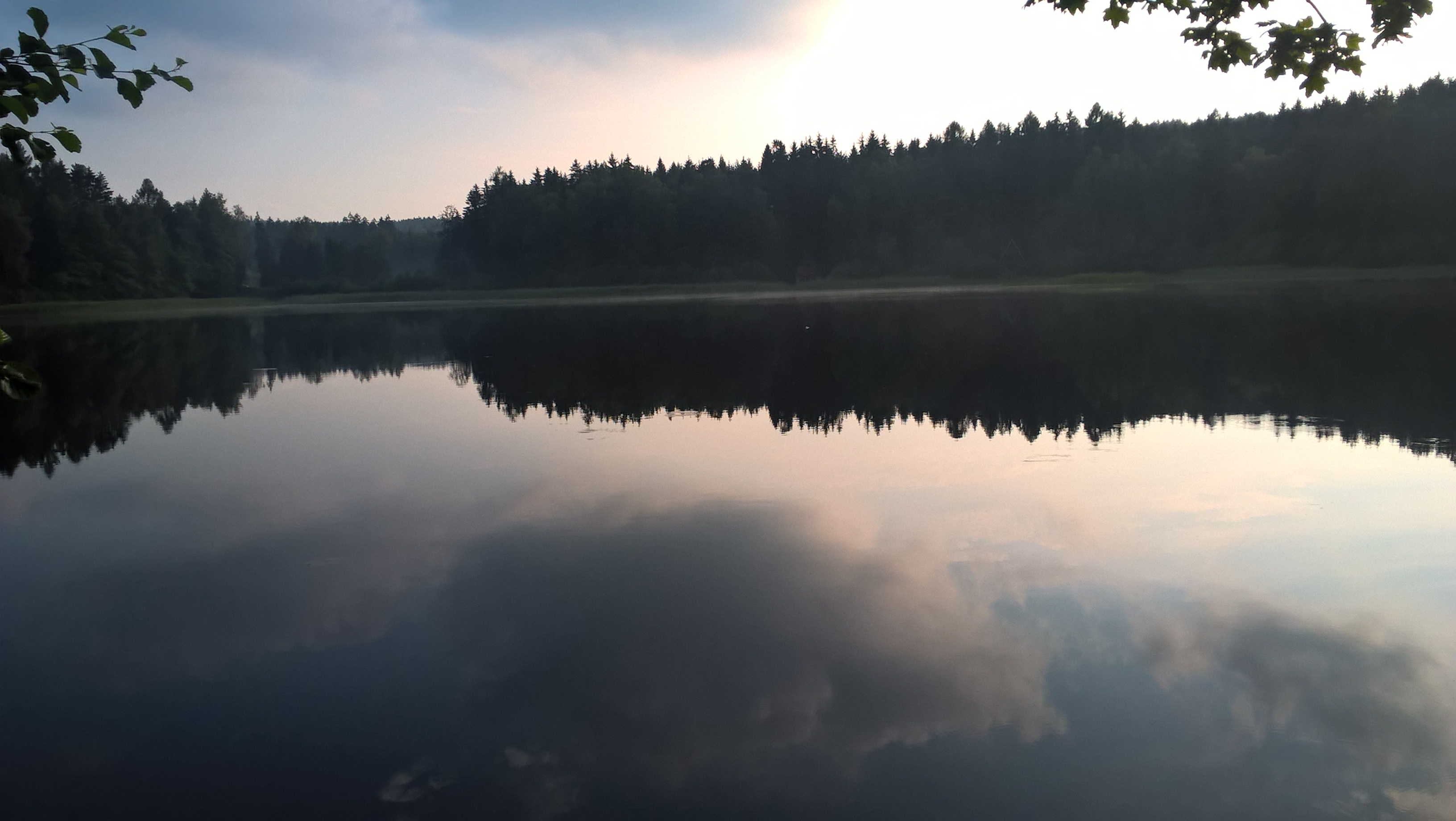
Rybník Pelhřimák
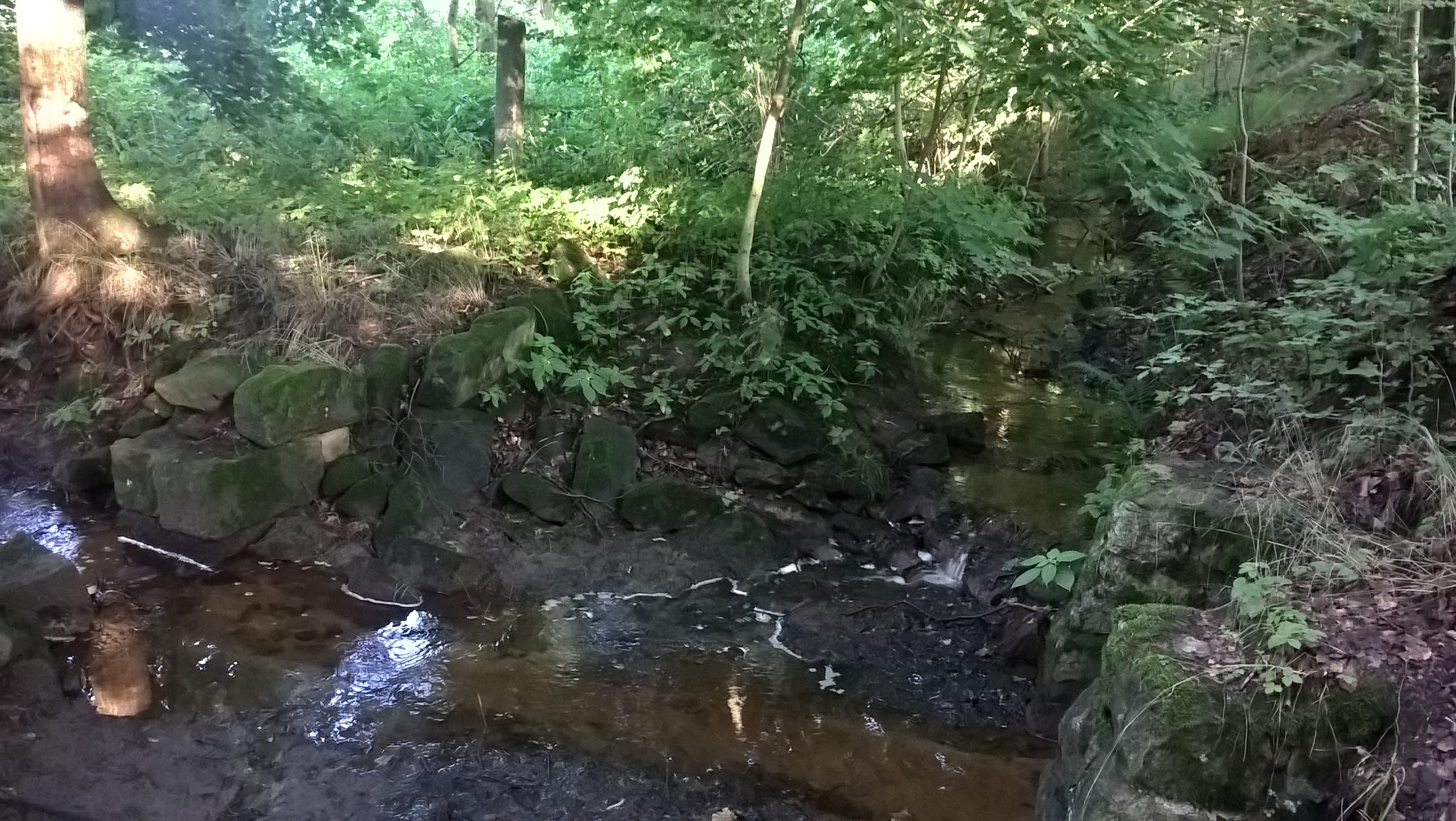
Potok pod rybníkem Pelhřimák
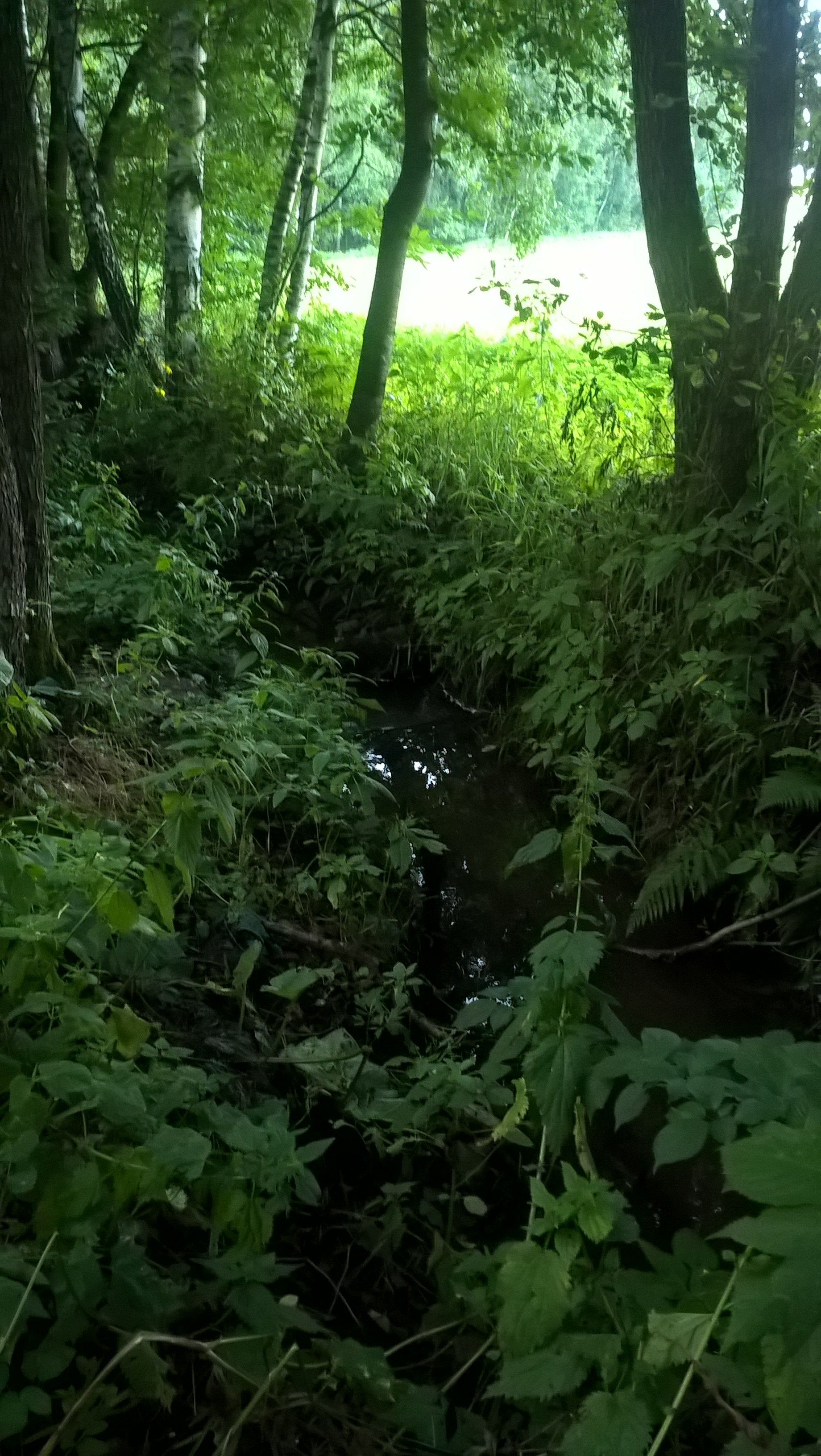
Křivoláčský potok
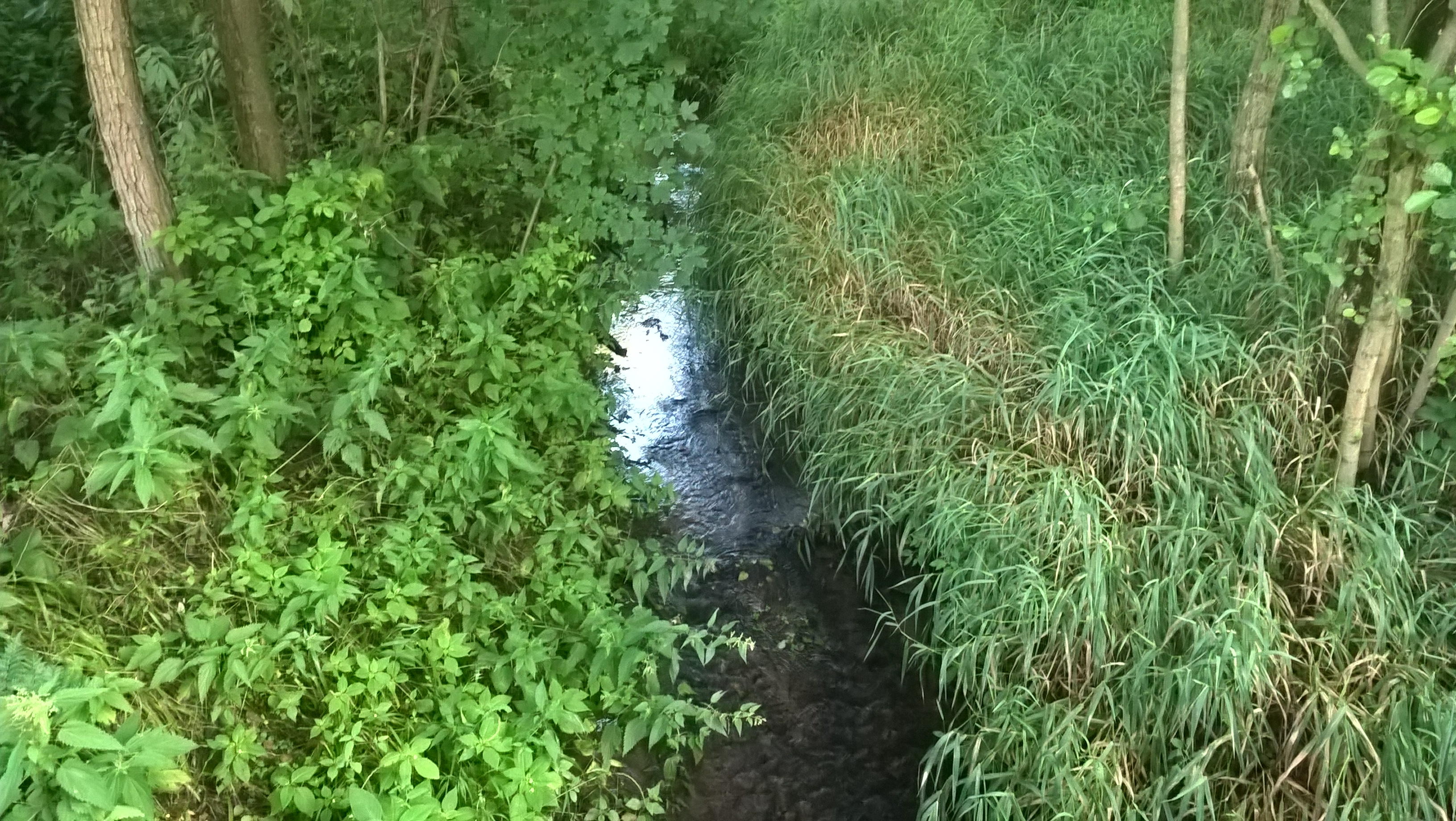
Potok u mostku silnice 34740